# Sophora godleyi
Sophora godleyi är en ärtväxtart som beskrevs av Peter B. Heenan och De Lange. Sophora godleyi ingår i släktet soforor, och familjen ärtväxter. Inga underarter finns listade i Catalogue of Life.